# Martina Rosenberg (Autorin)

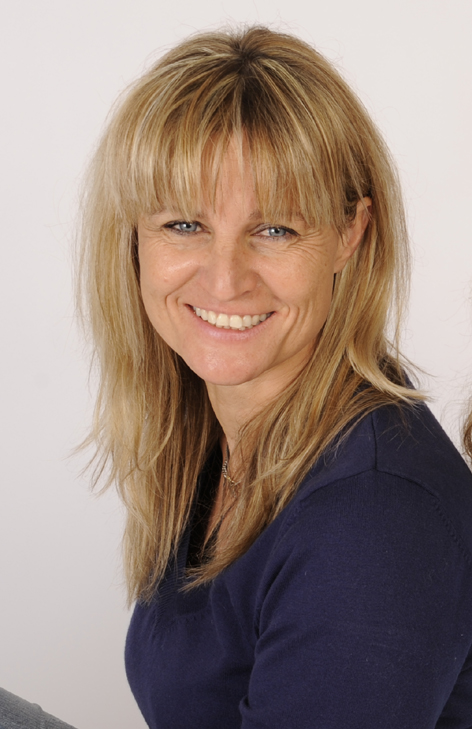
Martina Rosenberg (2010)

Martina Rosenberg (* 1963 am Ammersee) ist eine deutsche Autorin, die Sachbücher zu den Themen häusliche Pflege und Sterbehilfe veröffentlichte.

## Leben
Rosenberg absolvierte nach eigenen Angaben eine Berufsausbildung zur Zahnarzthelferin. Nach einem längeren Auslandsaufenthalt kehrte sie im Jahr 2000 nach Deutschland zurück und zog wieder ins Elternhaus. Ab 2005 arbeitete sie als Referentin für Öffentlichkeitsarbeit beim Bayerischen Roten Kreuz in Bad Tölz.
Von 2013 bis 2017 arbeitete sie als Leiterin der Unternehmenskommunikation der Arbeiterwohlfahrt Oberbayern. Im Oktober 2017 gründete sie das Portal Pflege.pro für pflegende Angehörige und ist dort als Geschäftsführerin tätig.
Rosenberg wohnt am Starnberger See, ist verheiratet und hat eine Tochter.

## Sachbücher
In ihrem 2012 erschienenen Sachbuch Mutter, wann stirbst du endlich? beschreibt sie ihre Erfahrungen der langjährigen häuslichen Pflege ihrer an Alzheimer erkrankten Mutter und ihres Vaters, der einen Schlaganfall erlitten hatte, bis zu deren Tod. Der Titel des Buchs sei nicht dadurch entstanden, dass sie sich den Tod der Mutter gewünscht hätte, sagte Martina Rosenberg in einem Interview, sondern weil ihre Mutter über viele Jahre hinweg diesen Wunsch geäußert habe. „Sie wollte mit dieser Situation des geistigen Verfalls nicht leben. Sie hatte überhaupt keinen Lebensmut mehr und wir haben es auch nicht geschafft ihr den wiederzugeben.“ Das Buch erreichte die Spiegel-Bestsellerliste. In der Folge war sie eine gefragte Interviewpartnerin. Gedanken dieses Buches wurden von anderen Autoren in ihren Werken berücksichtigt, so von Thomas Klie und Barbara Dobrick.
Martina Rosenberg setzt sich seitdem für Sterbehilfe ein. In ihrem 2015 erschienenen Buch Anklage. Sterbehilfe beschreibt sie die Geschichte eines jungen Mannes, der seine wachkomatöse Mutter tötete. Christine Schröter führte in ihrer philosophischen Dissertation zum Thema Freiheit und Ethik bei Angehörigen von Menschen im Wachkoma Rosenbergs Buch an „als Anschauungsbeispiel unreflektierter und laienhafter Übernahme einseitiger medialer Darstellung sowohl des Krankheitsbildes Wachkoma als auch des Themas Sterbehilfe“.

## Veröffentlichungen
- Mutter, wann stirbst du endlich? Blanvalet, München 2013, ISBN 978-3-7645-0468-7.
  - Tschechisch: Mami, kdy už konečně umřeš? Portál, Prag 2016, ISBN 978-80-262-1017-7.
  - Niederländisch:  Moeder, wanneer ga je nu eens dood. Atlas Contact, Amsterdam 2013, ISBN 978-90-450-2529-2.
- Anklage. Sterbehilfe. Machen unsere Gesetze Angehörige zu Straftätern? Blanvalet, München 2015, ISBN 978-3-7341-0319-3.
- Wege aus der Pflegefalle. Herder, Freiburg 2015, ISBN 978-3-451-31570-1.